# Williams FW19
A Williams FW19 egy Formula–1-es versenyautó, amelyet a WilliamsF1 tervezett az 1997-es Formula–1 világbajnokságra. Két pilótája a csapatnál második évét kezdő Jacques Villeneuve és a Sauber istállótól Damon Hill helyére igazolt Heinz-Harald Frentzen voltak.
Az autó az előző évi, rendkívül sikeres FW18-as továbbfejlesztése volt, amellyel megnyerték mindkét bajnoki címet. Ez volt az utolsó Williams, amit még Adrian Newey tervezett, aki már 1997 elején elhagyta a csapatot, így munkáját Geoff Willis fejezte be. Ugyancsak utolsó volt az autó a Renault-motoros Williamsek hosszú sorában, miután a Renault pár évre kivonult a Formula–1-ből. Az új kasztni könnyebb és tömzsibb lett, mint elődje.
Az 1997-es év izzasztóbb volt a Williams számára, mert Michael Schumacher és a Ferrari személyében komoly kihívót kaptak. A szezonzáró európai nagydíjon Schumacher sportszerűtlen módon ütközött Villeneuve-vel, így a kanadaié lett a világbajnoki cím, míg a csapat már az előző japán futamon bebiztosította a konstruktőri címet. Frentzen nem teljesített az elvárásoknak megfelelően, mert csak egy versenyt nyert Villeneuve hét győzelmével szemben. Mégis második lett a világbajnokságban, miután Schumachert diszkvalifikálták.

## A szezon
Damon Hill a szezon elején elhagyta a csapatot, és a kevésbé sikeres Arrows csapathoz igazolt. Helyére érkezett Frentzen és az évet ígéretesen kezdte a csapat: az idénynyitó ausztrál nagydíjat első sorral kezdték. Mégis, a versenyen már az első körben kiesett Villeneuve egy baleset miatt, Frentzennek pedig a fékei adták fel a szolgálatot a futam vége felé, így nulla ponttal zárták a hétvégét. Brazíliában Villeneuve ismét pole pozíciót szerzett és kényelmesen meg is nyerte a futamot, Frentzen viszont újfent nem szerzett egyet sem. Argentínában Villeneuve ismét győzött, Frentzen azonban ismét pont nélkül távozott, mert alig öt kör után megadta magát a kuplungja.
San Marinóban Villeneuve ismét pole pozíciót szerzett, azonban ezúttal az ő sebességváltója adta meg magát. A helyzetet Frentzen ügyesen használta ki, aki megnyerte a versenyt, karrierje első győzelmét aratva. Monacóban ezután pole pozícióba is került, de a verseny nem alakult túl fényesen a csapat számára. Frentzen megpördült, Villeneuve-öt pedig technikai problémák hátráltatták, így alaposan visszaestek. Villeneuve autója megsérült, ezért kiállt, majd nem sokkal később Frentzen találta el a falat és esett ki.
Spanyolországban Villeneuve kiküszöbölte a csorbát és ismét győzött, majd Kanadában, hazai versenyén kiesett. Frentzen a brit, német és magyar nagydíjakon, három egymást követő versenyen is kiesett, eközben Villeneuve a kaotikus Magyar Nagydíjon éppen Damon Hill elől szerezte meg a győzelmet. Frentzen Belgiumtól kezdve öt egymást követő versenyen is dobogós lett, ami elég volt a Williams csapat konstruktőri bajnoki címének bebiztosításához, mert Villeneuve kétszer is nyert. A japán nagydíjon azonban diszkvalifikálták őt, méghozzá azért, mert a szabadedzésen kétszer is figyelmen kívül hagyta a sárga zászlót. Ezen a nagydíjon egyébként ötödik lett volna, így mindössze két ponttól esett el, de ez is nagyon fontos lett volna.
A szezonzáró európai nagydíjra Jerezben került sor. A tét nem volt kicsi: Schumacher egyetlen ponttal vezette a világbajnokságot, így Villeneuve-nek mindenképpen előtte kellett végeznie ahhoz, hogy világbajnok legyen. Az időmérő edzésen a két Williams-pilóta és Schumacher hajszálra azonos időt, 1:21:072-t autózott, az akkori szabályok értelmében Villeneuve került pole pozícióba, mert ő futotta meg legelőször ezt az időt. A versenyen aztán Schumacher megelőzte Villeneuve-öt, majd később Frentzen is. Csapatutasításra Frentzen átadta a második helyet, a kerékcseréket követően pedig Villeneuve ledolgozta a hátrányát. Nem sokkal a verseny vége előtt Schumachert megpróbálta megelőzni, aki ráhúzta a kormányt. Schumacher kiesett, és mivel utóbb sportszerűtlennek találták magatartását, a teljes szezonból diszkvalifikálták. Villeneuve a sérült autót behozta a harmadik helyen, s így 1997 világbajnoka lett.

## Eredmények
(félkövérrel jelölve a pole pozíció; dőlt betűvel a leggyorsabb kör)
| Év   | Csapat   | Motor       | Gumik | Pilóták               | 1   | 2   | 3   | 4   | 5   | 6   | 7   | 8   | 9   | 10  | 11  | 12  | 13  | 14  | 15  | 16  | 17  | Pontok | Helyezés |
| ---- | -------- | ----------- | ----- | --------------------- | --- | --- | --- | --- | --- | --- | --- | --- | --- | --- | --- | --- | --- | --- | --- | --- | --- | ------ | -------- |
| 1997 | Williams | Renault RS9 | G     |                       | AUS | BRA | ARG | SMR | MON | ESP | CAN | FRA | GBR | GER | HUN | BEL | ITA | AUT | LUX | JPN | EUR | 123    | 1.       |
| 1997 | Williams | Renault RS9 | G     | Jacques Villeneuve    | KI  | 1   | 1   | KI  | KI  | 1   | KI  | 4   | 1   | KI  | 1   | 5   | 5   | 1   | 1   | DSQ | 3   | 123    | 1.       |
| 1997 | Williams | Renault RS9 | G     | Heinz-Harald Frentzen | 8   | 9   | KI  | 1   | KI  | 8   | 4   | 2   | KI  | KI  | KI  | 3   | 3   | 3   | 3   | 2   | 6   | 123    | 1.       |

## Fordítás
Ez a szócikk részben vagy egészben  a   Williams FW19 című angol Wikipédia-szócikk ezen változatának fordításán alapul.  Az eredeti cikk szerkesztőit annak laptörténete sorolja fel. Ez a jelzés csupán a megfogalmazás eredetét és a szerzői jogokat jelzi, nem szolgál a cikkben szereplő információk forrásmegjelöléseként.